# Trichosteleum stigmosum
Trichosteleum stigmosum är en bladmossart som beskrevs av Mitten 1868. Trichosteleum stigmosum ingår i släktet Trichosteleum och familjen Sematophyllaceae. Inga underarter finns listade i Catalogue of Life.